# Acentrogobius
Acentrogobius é um género de peixes da família Gobiidae e da ordem Perciformes.
Acentrogobius matsya é uma espécie fóssil baseada em otólitos encontrada na Formação Quilon Burdigaliana (Mioceno), no sudoeste da Índia.

## Espécies
Existem atualmente 28 espécies reconhecidas neste gênero:
- Acentrogobius andhraensis (Herre, 1944)[4]
- Acentrogobius audax Smith, 1959[4]
- Acentrogobius brevirostris (Günther, 1861)[4]
- Acentrogobius caninus Valenciennes, 1837[4]
- Acentrogobius cenderawasih G. R. Allen & Erdmann, 2012[4]
- Acentrogobius chlorostigmatoides Bleeker, 1849[4]
- Acentrogobius cyanomos Bleeker, 1849[4]
- Acentrogobius dayi Koumans, 1941[4]
- Acentrogobius ennorensis Menon & Rema Devi, 1980[4]
- Acentrogobius griseus F. Day, 1876[4]
- Acentrogobius janthinopterus Bleeker, 1853[4]
- Acentrogobius limarius G. R. Allen, Erdmann & Hadiaty, 2015[5][4]
- Acentrogobius masoni F. Day, 1873[4]
- Acentrogobius matsya Carolin, Bajpai, Maurya & Schwarzhans, 2022[3]
- Acentrogobius moloanus Herre, 1927[4]
- Acentrogobius multifasciatus Herre, 1927
- Acentrogobius nebulosus Forsskål, 1775[4]
- Acentrogobius pellidebilis Y. J. Lee & I. S. Kim, 1992[4]
- Acentrogobius pflaumii Bleeker, 1853[4]
- Acentrogobius quinquemaculatus Allen, 2017
- Acentrogobius simplex Sauvage, 1880[4]
- Acentrogobius suluensis Herre, 1927[4]
- Acentrogobius therezieni Kiener, 1963[4]
- Acentrogobius vanderloosi G. R. Allen, 2015 [6][4]
- Acentrogobius viganensis Steindachner, 1893[4]
- Acentrogobius violarisi G. R. Allen, 2015[6][4]
- Acentrogobius virgatulus (Jordan & Snyder, 1901)[4]
- Acentrogobius viridipunctatus Valenciennes, 1837[4]